# Mas Quintanes
Quintanes és una masia de les Masies de Voltregà (Osona) inclosa a l'Inventari del Patrimoni Arquitectònic de Catalunya. És la seu de l'escola EFA Quintanes.

## Descripció
Masia de planta rectangular coberta a dos vessants amb el carener perpendicular a la façana, la qual és orientada a ponent. Consta de planta baixa, dos pisos i golfes. Hi ha finestres decorades amb formes conopials i de record gòtic. El portal d'entrada és de forma rectangular i a la llinda hi ha un medalló esculpit amb pedra, en el qual hi figuren els màrtirs Sant Llucià i Marcià datat al 1771. A més del medalló en la llinda hi ha la següent inscripció ja molt erosionada: PAX HUIC DOM VIET OMNIBUS HABITANTIBUS INGREDIENTIBUS ET EGREDIENTIBUS I EA ET EX EA. JOSEPH QUINTANES MANSUM RENOVAVIT (La pau sia en aquesta casa i a tots els habitants i als qui entren i surten en ella i d'ella. Josep Quintanes que el Mas va renovar).
Adossat al mas i orientat a migdia hi ha un cos de galeries formant porxos al primer i segon pis, malgrat que les obertures del primer han estat tancades per finestres per tal d'habilitar-ho com a habitacions.

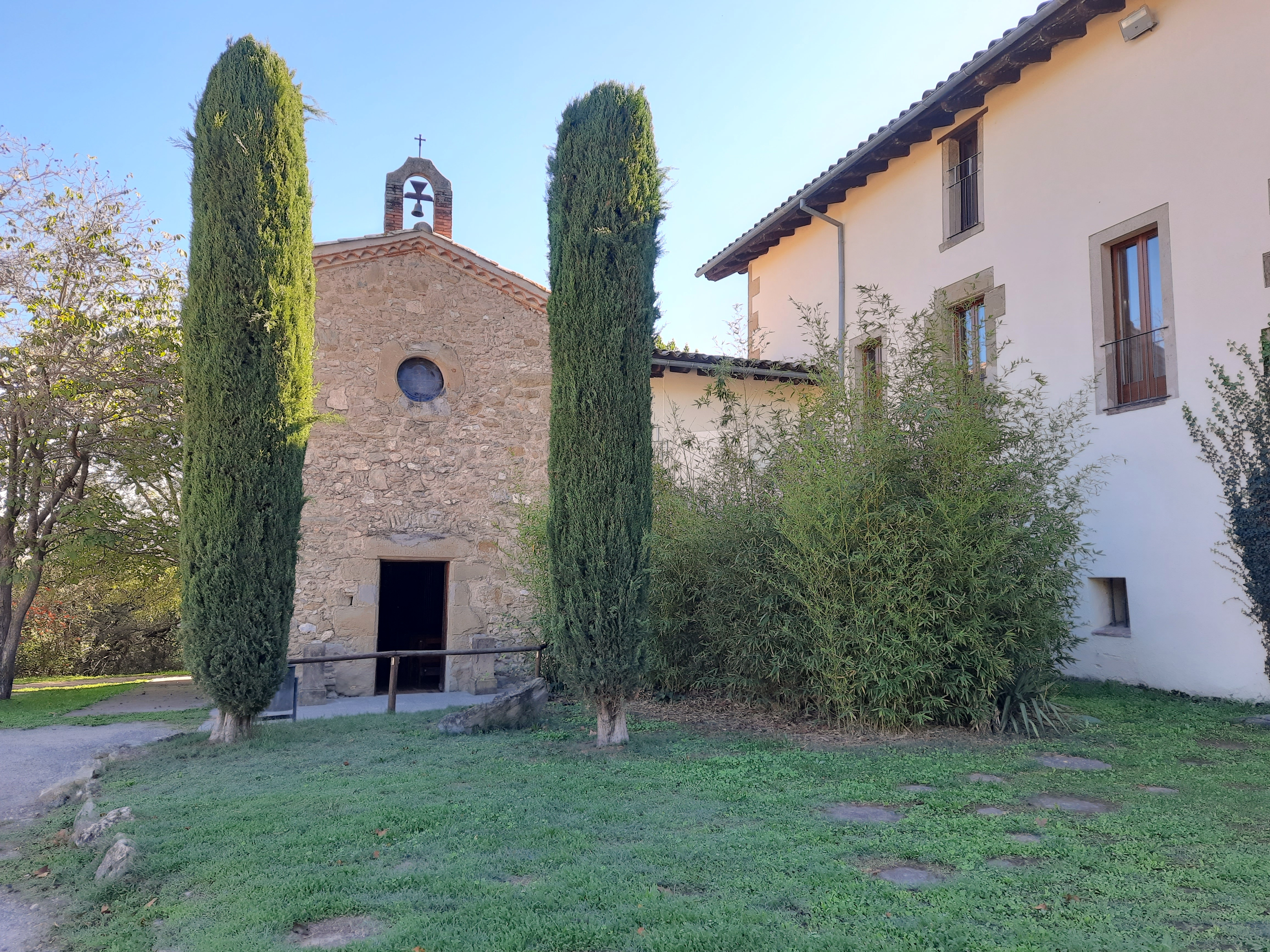
Capella

Adossada al mas hi ha una capella de nau única, sense absis i coberta a dos vessants. Des de la masia s'hi accedeix al cor, situat als peus del temple. En aquest cor es conserva un Sant Crist de talla. L'interior està coberta amb una volta i decorat amb pintures, a les parets de la nau s'hi distribueixen els passos d'un via crucis de ceràmica. Hi figura també una talla dels màrtirs sants Llucià i Marcià que tenen uns Goigs antics propis d'aquesta capella. La façana té un portal rectangular amb un òcul al damunt i el capcer, triangular, és coronat per un campanar d'espadanya que conserva la campana in situ. L'obra és a base de pedra picada, amb carreus escairats ressaltant alguns elements, i teula àrab en la coberta. El portal d'entrada a la capella duu la inscripció següent: DOMINUS DOMUS ORATIONIS VOI CABITUR. 17 DICIT DOMINUS 76 (La casa del Senyor serà anomenada casa d'oració, diu el Senyor 1776).

## Història
El mas conserva documentació històrica, la més antiga data del 1340. La masia fou ampliada i reformada al segle xviii com indiquen les llindes de portals i finestres.
La casa va ser adquirida per la Caixa d'Estalvis de Manlleu i convertida en escola agrària. S'hi realitzen estudis professionals de Grau Mig i Superior de temàtica agrícola-ramadera, jardineria i forestal.
Des dels seus inicis, la EFA Quintanes, va ser Obra Social de Caixa Manlleu. A partir de l'any 2010 s'incorpora a l'Obra Social d'Unnim. El 2013 Unnim queda absorbit per BBVA i l'Obra Social passa a la Fundació Antiga Caixa Manlleu.
La finca de Quintanes té una superfície de 280 hectàrees amb camps, boscos i prats. L'edifici central és una casa pairal del segle XVIII. Disposa de pavellons amb aules, laboratoris i tallers, també hi ha una residència per estudiants, servei de menjador amb cuina pròpia, un gran espai enjardinat, instal·lacions esportives, piscina i zones d'esbarjo.